# Bystrze (Pommeren)
Bystrze is een plaats in het Poolse district  Malborski, woiwodschap Pommeren. De plaats maakt deel uit van de gemeente Miłoradz en telt 220 inwoners. De plaats was tot 1945 bekend als Biesterfelde.

## Verkeer en vervoer
- Station Bystrze